# Telefonía móvil en España

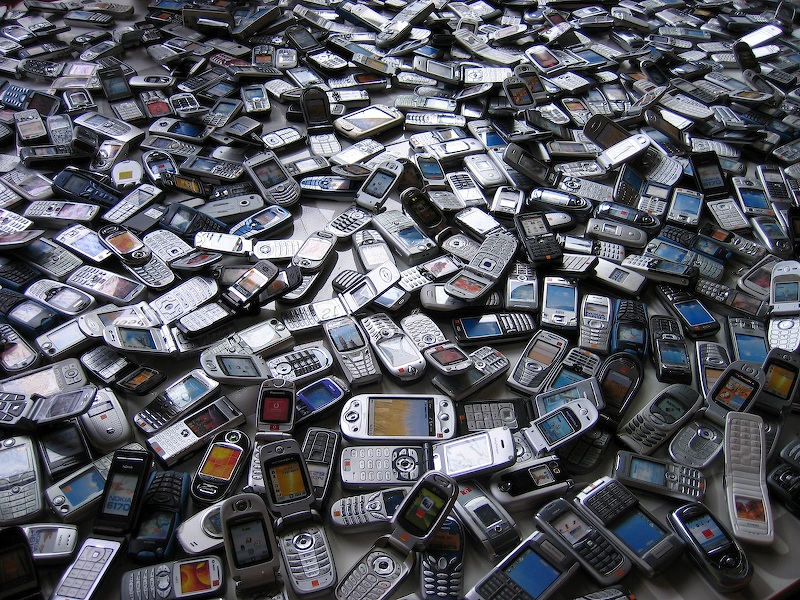
En España hay más teléfonos móviles que habitantes desde 2006.

La llegada de la telefonía móvil a España se produjo en 1976, con la puesta en servicio del teléfono automático en vehículos (TAV) por la entonces Compañía Telefónica Nacional de España (CTNE). Este sistema estaba limitado a Madrid y Barcelona, y sólo podía emplearse en vehículos.
Desde entonces, España se ha convertido en uno de los países de Europa en que la telefonía móvil tiene mayor grado de aceptación. Los teléfonos móviles son omnipresentes y, de hecho, desde el 31 de marzo de 2006, en España hay oficialmente más líneas de teléfono móvil que habitantes.

## Situación actual
Según cifras de abril de 2024, el número de líneas de telefonía móvil para comunicación personal era de 59 527 718, siendo la tasa de penetración de 123,8 líneas por cada 100 habitantes. El total de líneas de servicios de telemetría o telecontrol (M2M) era de 11 905 526, lo que hace un total de líneas operativas de 71 433 244. De las líneas personales, 9 198 467 corresponden al sistema de cobro prepago y 50 329 251 a pospago (también denominado contrato).
Existen cuatro operadores con red propia (es decir, que gestionan sus propias antenas de telefonía móvil), aunque el último en llegar (Yoigo), tiene un acuerdo para utilizar también la red de Orange o en su defecto la de Movistar, debido a que aún está desplegando su propia red. También hay un número de operadores móviles virtuales que ronda la veintena.

### Tecnología
Actualmente, los abonados españoles emplean el estándar digital GSM, empleado por todas las operadoras europeas. También está en uso el estándar UMTS de telefonía móvil, para el cual disponen de licencia todos los operadores, y desde junio de 2013, los distintos operadores están introduciendo progresivamente el estándar LTE de telefonía móvil de 4G. Todas las operadoras tienen implantado en sus redes, con mayor o menor extensión de cobertura, los distintos estándares existentes para la transmisión de datos conocidos como GPRS y EDGE en telefonía móvil 2G y W-CDMA y HSPA, más información aquí.
España es uno de los países de la Unión Europea con mayor extensión y calidad de cobertura; según un estudio del Ministerio de Industria de 2006, el 98 % del territorio español cuenta con cobertura GSM, por delante de países como Francia, Italia o Alemania.
En España, como en el resto de Europa, se emplean para GSM las bandas de frecuencia en torno a 900 y 1800 MHz. Para UMTS se emplean las bandas de 900 y 2100 MHz y para LTE se emplean las bandas de 1800 y 2600 MHz, estando previsto utilizar también la banda de 800 MHz cuando sea liberada de la TDT.
Por otro lado, un estudio de accesibilidad electrónica realizado por Fundación para el Desarrollo de la Ciencia y la Tecnología en Extremadura como continuación de otro de la Comisión Europea realizado en 2005 coloca a España en cabeza en cuanto a la accesibilidad y disponibilidad del servicio móvil para personas con problemas (discapacitados, ancianos, etcétera).

### Falta de competencia y precios elevados
El mercado español de la telefonía móvil se ha caracterizado históricamente por la escasa competencia, especialmente en el precio de las llamadas, como se desprende de su historia (fue monopolio hasta 1995) y de las afirmaciones hechas en numerosas ocasiones por asociaciones de consumidores (la Asociación de Consumidores de Asturias o FACUA) el propio órgano regulador, la Comisión del Mercado de las Telecomunicaciones (CMT), e incluso la Audiencia Nacional, que en alguna de sus decisiones ha calificado el mercado de "oligopolio estrecho".
En 2007, la Comisión Nacional de la Competencia abrió un expediente sancionador contra los tres mayores operadores ante acusaciones de presunta concertación de precios. El expediente se resolvió en diciembre de 2008 con la propuesta de multar a Movistar por conducta muy grave, al haber cometido presuntamente una falta contra el artículo 1 de la ley 16/1989 de Defensa de la Competencia, por haber anunciado un cambio de precios con mayor antelación de la necesaria para, presuntamente, facilitar a la competencia el cambio de sus tarifas de igual manera. Tras un recurso por la empresa afectada, Telefónica, la CNC resolvió en julio de 2009 que no había quedado "suficientemente acreditada" tal concertación: "no se ha podido demostrar que Telefónica anunciara sus tarifas con una antelación y unos procedimientos anormales".
En enero de 2011, la CNC abrió un nuevo expediente a las tres mayores compañías del mercado, Movistar, Vodafone y Orange, a resultas de una denuncia de BT por "un posible abuso de posición de dominio, individual y colectiva" en la fijación de condiciones a los operadores móviles virtuales.

### Controversia respecto de las antenas

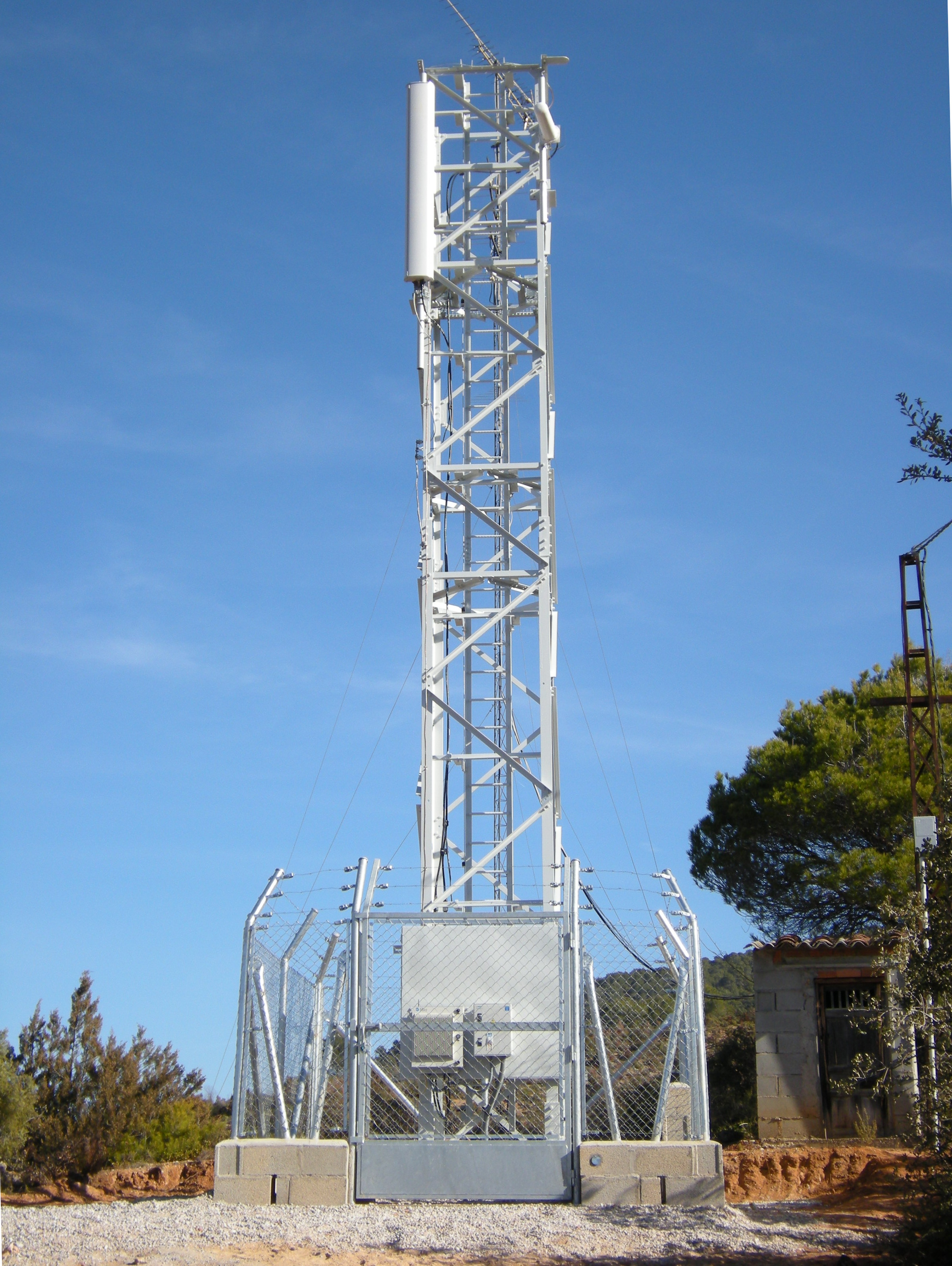
Antena de telefonía móvil en Huetos (Cifuentes, Guadalajara).

Existe una notable oposición popular al respecto de la ubicación de las antenas de telefonía móvil (conocidas en la jerga del sector como estaciones base o BTS de sus siglas en inglés). A pesar de que se han realizado múltiples estudios al respecto que parecen descartar efectos adversos en la salud de las personas, incluso respaldados por la Comisión Europea, la Organización Mundial de la Salud, la Asociación Española contra el Cáncer, el Ministerio de Sanidad y Consumo, el Centro Superior de Investigaciones Científicas o la Organización de Consumidores y Usuarios, se han registrado casos de enfermedades poco comunes en la proximidad de estas instalaciones, notablemente en un colegio de Valladolid, por lo que algunas organizaciones de vecinos y consumidores continúan realizando manifestaciones en contra de su instalación. Igualmente, otros estudios (como el realizado por TNO a petición de tres ministerios holandeses en 2003) contradicen la supuesta inocuidad de estas instalaciones y señalan como posibles efectos secundarios náuseas y migrañas, aunque luego esta investigación se haya rebatido desde la Universidad de Zúrich. El Defensor del Pueblo solicitó en 2002 la revisión de la normativa al respecto para alejar las antenas de "espacios sensibles" como "escuelas, centros de salud, hospitales o parques públicos".
En 2002 se llevó a cabo la medición de los niveles de radiación electromagnética de todas las antenas instaladas en zonas urbanas, en lo que se dio en llamar el Plan Nacional de Certificación de Antenas de Telefonía Móvil. Las operadoras de telefonía móvil sufragaron los costes de esta iniciativa.
Por otro lado, algunas asociaciones de ingenieros, como la Asociación de Ingenieros de Telecomunicación de la Región de Murcia, y algunos médicos, como el doctor Francisco Vargas, ex subdirector general de Sanidad Ambiental y Salud Laboral de España, apuntan la necesidad de instalar más antenas, puesto que "cuantos más repetidores de baja potencia se instalen en las ciudades, menor será el nivel de radiación a soportar y, por tanto, los riesgos para la salud disminuirían sensiblemente". Es de notar que no sólo las antenas, sino también los teléfonos móviles emiten radiación electromagnética, y ésta por lo general junto a la cabeza del usuario. Una menor cantidad de antenas supone un aumento tanto de la potencia de éstas como de la que necesitan los teléfonos para comunicarse correctamente, por lo que la disminución en su número podría de hecho incrementar el total de radiación absorbida por la población.
El propio Ministerio de Ciencia y Tecnología se ha pronunciado oficialmente al respecto, indicando en un folleto divulgativo lo siguiente:

El funcionamiento de los teléfonos móviles está condicionado, tal y como ocurre con la recepción de señales en un aparato de radio o en una televisión, por la existencia de un nivel de emisión radioeléctrica suficiente en el lugar en que se encuentre el usuario.

En los sistemas de telefonía móvil, las medidas efectuadas y los cálculos realizados, tanto en España como en otros países de nuestro entorno, muestran que los niveles de exposición a emisiones radioeléctricas en las zonas habitadas cercanas a las antenas de las estaciones base es, en general, mucho menor que los límites de protección sanitaria citados anteriormente.
Normalmente, la exposición a las emisiones con origen en una estación base de telefonía móvil es menor que la correspondiente a la utilización de un teléfono móvil.
El alejamiento de las antenas de las áreas urbanas, aún en algunos casos en los que fuera técnicamente realizable sin perder la cobertura del servicio, no resulta aconsejable, ya que, esto obliga a las estaciones base a emitir a elevada potencia para dar cobertura en la ciudad, y a los terminales a emitir también a mayores potencias para poder alcanzar la estación base, incrementándose, en definitiva, los niveles de exposición.
En entornos urbanos, donde la concentración de teléfonos móviles en funcionamiento es alta, es necesario disponer de un mayor número de estaciones base para prestarles servicio. Cada estación tiene un radio de cobertura pequeño por lo que, aunque su tamaño y aspecto visual no varían, los niveles de potencia de emisión son reducidos. Además, en estos casos, la menor distancia entre teléfonos móviles y estaciones base permite que los sistemas de autorregulación de potencia incorporados reduzcan las emisiones de ambos, disminuyendo los niveles de exposición y mejorando la calidad de las comunicaciones.
Ministerio de Ciencia y Tecnología, "Información sobre Estaciones Base de Telefonía Móvil"

En medio de la polémica, los ayuntamientos, encargados de autorizar las nuevas instalaciones, en muchos casos imponen restricciones administrativas que plantean problemas al despliegue de nuevas antenas, posiblemente influidos por la postura popular al respecto y en contra de las recomendaciones de los ingenieros y de los intereses del sector. Por ejemplo, en agosto de 2007, los habitantes del pueblo granadino de Los Villares (Ayto. de La Peza) llegaron a plantear un referéndum contra la instalación de una antena en su casco urbano, en el que se rechazó la instalación. La oposición popular y las trabas administrativas son de tal envergadura que la Comisión Europea solicitó en 2007 mayor "coordinación entre las administraciones locales y regionales" al respecto de la normativa exigida a estos equipos por ser un asunto de "máxima urgencia".

## 4G / LTE
Durante el año 2013, las 4 grandes compañías españolas (Vodafone, Orange, Movistar y Yoigo) comenzaron a implementar los primeros servicios 4G/LTE primero entre los grandes núcleos urbanos.
Vodafone fue la primera operadora en lanzar 4G en 7 grandes urbes durante junio de 2013, en Madrid, Barcelona, Valencia, Bilbao, Sevilla, Málaga y Palma de Mallorca. El lanzamiento supuso una inversión de 12.000 millones de euros por parte de Vodafone.
Movistar y Yoigo anunciaron en agosto de 2013 un acuerdo por el que los usuarios de Movistar usarán la red 4G de Yoigo, y los de Yoigo la red 2G/3G y de fibra óptica de Movistar.
Orange lanzó su red 4G el 8 de julio y Yoigo el 18 del mismo mes, mientras que Vodafone la tuvo disponible desde el 3 de junio de 2013.

## Portabilidad
La Comisión del Mercado de las Telecomunicaciones (CMT) ha aprobado[¿cuándo?] una Circular que establece la Entidad de Referencia para redes móviles, que tramita las portabilidades en red fija, a través de la cual todos los operadores de telefonía móvil podrán acceder con una serie de interfaces comunes y que será la encargada de registrar las solicitudes de portabilidad, las incidencias que se registren durante el proceso y las transacciones. En esta arquitectura, la CMT contará con una interfaz de supervisión, que le permitirá acceder a toda la información almacenada en la Entidad de Referencia (procesos en marcha, estadísticas, estado de la numeración) y garantizará que los procedimientos de portabilidad se desarrollen correctamente.[cita requerida]
La Circular recoge la posibilidad de que los usuarios puedan realizar sus solicitudes y consultas de portabilidad en línea, siempre que cuenten con firma electrónica.

## Lista de empresas
| Operadora | Número de líneas | % de líneas |
| --------- | ---------------- | ----------- |
| Movistar  | 16 034 251       | 26.94 %     |
| Orange    | 12 861 174       | 21.61 %     |
| Vodafone  | 12 741 467       | 21.40 %     |
| Yoigo     | 12 640 819       | 21.24 %     |
| OMVs      | 5 250 007        | 8.82 %      |
| Total     | 59 527 718       | 100.00 %    |

| Operadora | Exportados (perdidos) | Importados (ganados) |
| --------- | --------------------- | -------------------- |
| Movistar  | 83 046                | 72 022               |
| Vodafone  | 131 422               | 84 887               |
| Orange    | 95 323                | 79 727               |
| Yoigo     | 128 743               | 124 400              |
| OMVs      | 66 177                | 143 675              |

El mercado de la telefonía móvil en España en abril de 2024 lo conformaba la siguiente lista de operadores. En total 59 527 718 líneas activas.

### Con red propia
- Movistar (filial de Telefónica);
- Orange (filial de MásOrange);
- Vodafone (filial de Zegona Communications);
- Yoigo (filial de Grupo MÁSMÓVIL (MásOrange));
- OMVs;

### Operadores móviles virtuales
Los OMV españoles tenían a abril de 2024 un total de 5 250 007 líneas (8.82 % del total).
Las más importantes, por número de clientes, son:
- Digi, que opera bajo cobertura Movistar.
- Finetwork, que opera bajo cobertura Vodafone.
- Xenet, que opera bajo cobertura Orange.
- Lemmon, que opera bajo cobertura Orange.
- ION mobile, que opera bajo cobertura Movistar.

## Historia
La explotación de este mercado estuvo asignada exclusivamente a Telefónica en forma de monopolio hasta 1994. Entre 1995 y 1998 hubo dos operadores (aparece Airtel); entre 1998 y 2006, prestaron servicio tres operadores (Telefónica Movistar, Airtel-Vodafone y el nuevo operador, Amena-Orange España). A partir de 2006 se produce una mayor apertura del mercado con la aparición en el mercado de Yoigo, con red propia, y de multitud de operadores virtuales a quienes los ya existentes les arriendan la red.
Esta evolución histórica explica en parte el gran porcentaje de mercado que tiene Movistar en relación con el resto de operadores, y en especial con los últimos llegados al mercado.

### De 1976 a 1993: telefonía móvil analógica
La telefonía móvil analógica fue explotada en España en forma de monopolio por la Compañía Telefónica Nacional de España (CTNE, actual Telefónica). Los sistemas analógicos fueron explotados comercialmente desde 1976 hasta diciembre de 2003, cuando se cerró el sistema MoviLine.
Compañía Telefónica Nacional de España (CTNE, actual Telefónica), como un servicio limitado a Madrid y Barcelona y llamado "Teléfono automático en vehículos". En 1982, coincidiendo con el mundial de fútbol, la CTNE lanzó comercialmente un servicio más avanzado basado en el estándar nórdico NMT y denominado TMA-450 (de "telefonía móvil automática" y la banda de frecuencias en que operaba, 450 MHz). Este fue el primer sistema de telefonía móvil celular automático instalado en España.
En 1990, ante el crecimiento de la demanda y los primeros síntomas de saturación del espectro, se puso en el mercado un nuevo estándar llamado TMA-900 y derivado del sistema TACS. Este servicio recibió el nombre comercial de MoviLine. Hacia 1991 había en España algo más de 100 000 clientes de telefonía móvil, contando ambos sistemas.
Durante su historia, el sistema analógico permitía ofrecer una huella de cobertura algo mayor a la digital, en especial en zonas rurales o muy apartadas. Sin embargo, esta cobertura era en líneas generales de peor calidad de sonido, susceptible de captación mediante escáneres de frecuencia y lenta en los servicios de transmisión de datos.
Ante el rápido despliegue de la telefonía digital a partir de 1995, el servicio analógico quedó en situación de inferioridad tecnológica, siendo empleado por clientes que precisaban una gran extensión de cobertura en detrimento de la calidad y la variedad de servicios empleados. El máximo teórico de clientes de MoviLine, limitado por su tecnología, era de un millón, y llegó a haber 900 000 a principios de 1996.
En 2001, cuando desde el Gobierno se planteó por primera vez el cierre comercial, quedaban aproximadamente 270 .000 clientes de MoviLine (frente a más de 7 millones de Movistar y 29 millones y medio de clientes en total). Dado que comenzaba a haber problemas de saturación de frecuencias, se dio un plazo a los usuarios de MoviLine para cambiarse a otros operadores, transcurrido el cual (enero de 2004) se dieron de baja las líneas restantes (aproximadamente 39 000). El rango de frecuencias empleadas por este sistema se reasignaron al resto de operadores mediante concurso.
Con todo, y a pesar del cierre comercial del servicio general de telefonía analógica, hasta 2008 se siguió empleando este sistema para el acceso rural en zonas muy apartadas (mediante el sistema TRAC) aunque su cierre estaba programado para 2004.

### De 1994 en adelante: telefonía móvil digital GSM
Hasta 1994, el mercado de telefonía móvil fue explotado en régimen de monopolio por la operadora histórica del país, Telefónica, y sólo a través de telefonía móvil analógica (NMT). El alcance de viabilidad técnica del estándar europeo de telefonía móvil digital (GSM), el escaso índice de penetración en el mercado de la telefonía móvil y los requerimientos europeos de liberalización del mercado, motivaron que el Gobierno español concediera una licencia digital a Telefónica el 1 de julio de 1994, y que lanzara otro concurso para la obtención de una segunda licencia digital.
Así, Telefónica Móviles decidió bautizar a su operadora en el sistema digital con el nombre de Movistar, comenzando a operar el 25 de julio de 1995. Por otra parte, el consorcio "Airtel-Sistelcom-Reditel" (actualmente Vodafone España), constituido el 27 de mayo de 1994 y se presentó al concurso en competencia con "Cometa-SRM", fue el ganador de la segunda licencia el 3 de febrero de 1995, comenzando a operar el 3 de octubre de 1995.
El mercado de telefonía móvil, quedaba constituido por Airtel, en competencia con las marcas de Telefónica Móviles, MoviLine (de telefonía analógica) y MoviStar (de telefonía digital), que en enero de 1996, superaron el millón de clientes entre ambas marcas.

### 1998: el tercer operador
Paralelamente al proceso de apertura del mercado de telecomunicaciones fijas, que dio comienzo en 1996 con la aparición del duopolio Telefónica-Retevisión y se completó en 1998, el gobierno decidió lanzar un nuevo concurso para la obtención de otra licencia GSM, esta vez en la modalidad técnica DCS-1800 y en la forma de tres concesiones de espectro. El concurso se resolvió el 24 de junio de 1998, resultando nueva concesionaria la filial móvil de Retevisión, que comenzó a prestar servicio en enero de 1999 bajo la marca Amena (en la actualidad, Orange España). Al igual que en el concurso anterior, las dos concesionarias ya existentes (Telefónica y Airtel) obtuvieron licencia para la nueva tecnología de forma automática.
Al concurso también se presentó el consorcio Alas, filial de France Télécom, el banco Santander y Ferrovial, pero finalmente no obtuvo licencia.
A su salida al mercado, Amena operaba exclusivamente con tarjetas de prepago. Por otro lado, dada la poca extensión de su cobertura inicial, y la mayor dificultad de ampliación de ésta por la tecnología empleada (en torno a 1800 MHz, lo que supone colocar aproximadamente 3 estaciones base para cubrir la misma área que una estación a 900 MHz), el Gobierno, a través del Tribunal de Defensa de la Competencia (actual Comisión Nacional de la Competencia) forzó a las otras dos operadoras existentes a firmar un pacto para proporcionar temporalmente cobertura al nuevo operador, que recibió el nombre de Acuerdo de Suministro Provisional de Infraestructura de Red.

### De 2000 en adelante: portabilidad y telefonía 3G
A partir de 2000 comenzó el reparto de licencias para la nueva tecnología UMTS de tercera generación, que se esperaba fuera una revolución del mercado y aportara ingentes beneficios a los operadores. En España, la adjudicación de licencias se produjo el 13 de marzo de 2000, recibiendo licencias de forma automática los tres operadores existentes y otorgándose una nueva al operador entonces denominado Xfera (actualmente, Yoigo).
Sin embargo, dados los múltiples problemas técnicos asociados al lanzamiento de la nueva tecnología, el lanzamiento comercial sufrió varios retrasos y no se produjo finalmente hasta 2002, y en algunos casos (Yoigo), hasta 2006. Este retraso se produjo igualmente en el resto de Europa y según algunas fuentes se inscribe en el contexto de la burbuja.com.[cita requerida]
Por otro lado, también en 2000 la CMT reguló el proceso de portabilidad numérica, mediante el cual un abonado puede cambiarse de compañía manteniendo su número de teléfono y de forma totalmente gratuita. Desde la puesta en marcha del procedimiento hasta abril de 2007, más de 9 millones de clientes habían cambiado de operador, la mayor cantidad de toda la Unión Europea. Sirva de referencia de la importancia de este procedimiento el número de clientes que cambiaron de operador entre junio de 2006 y de 2007: 3 957 556 líneas, aproximadamente un 10 % del total, según el informe anual de la CMT.
La alta incidencia del cambio de operador se debe posiblemente a las subvenciones en terminales que dan los operadores a los clientes que decidan cambiarse, ya que, según un estudio de 2005, la mayoría de usuarios cambia de operador por el terminal más que por las tarifas o servicios.

### Cambios de titularidad empresarial
En 2000, el operador Airtel cambió de estructura accionarial para pasar a la órbita de dominio de Vodafone. El operador británico logró el control sobre la empresa y finalmente decidió cambiar gradualmente la marca a Vodafone España en octubre de 2001.
Por otra parte, Amena, en su origen participada por Telecom Italia, cambió de manos varias veces para terminar en 2005 participada mayoritariamente por el operador semipúblico francés France Télécom, que opera en móviles con la marca Orange. En octubre de 2006 Amena cambió su marca por Orange España.
En 2012, Orange compra el 100 % de las acciones de Simyo sin autorización previa de la Comisión Nacional de la Competencia, siendo multada por ello al año siguiente.
En 2014, Jazztel acepta la oferta de compra por parte de Orange.

### De 2006 en adelante: operadores móviles virtuales

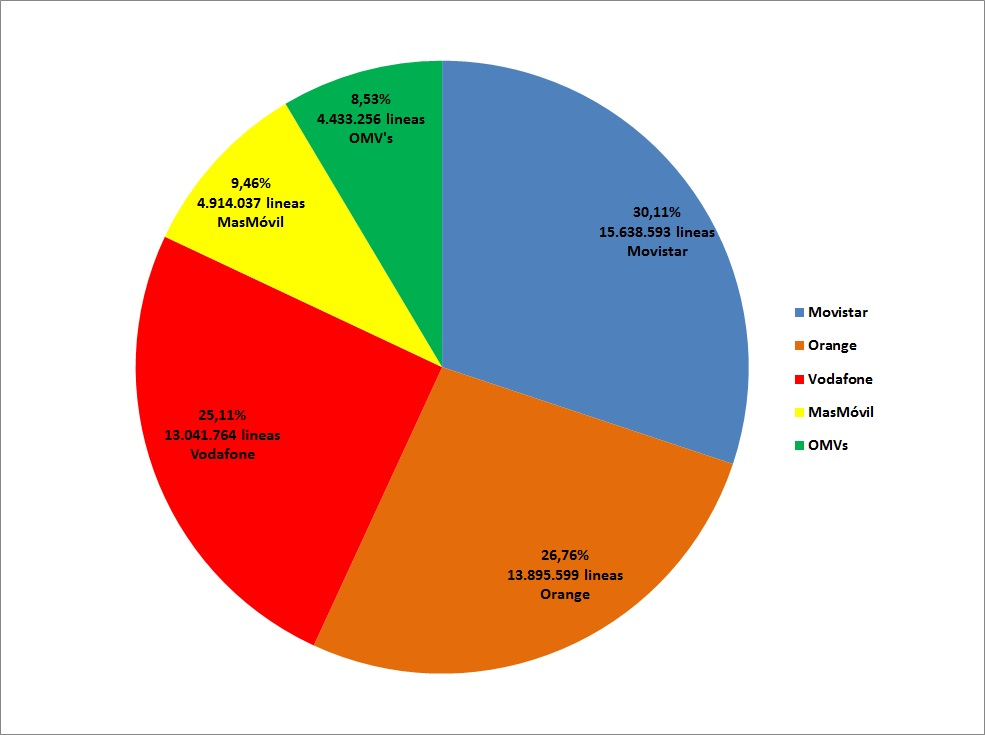
Reparto del mercado español por número total de líneas personales, según datos de noviembre de 2017. Fuente: CNMC.

En virtud de la Orden CTE/601/2002 y la medida propuesta por la CMT, los operadores móviles virtuales (OMV) disponen de acceso a las redes de telefonía móvil -Movistar, Vodafone, Orange y Yoigo- y pueden ofrecer servicios a los usuarios finales con su propia marca.
Según la Comisión Europea, la CMT ha demostrado que los tres mayores operadores españoles mantienen una posición colectiva de dominio en el mercado para el acceso y origen de llamadas.[cita requerida]
Reinaldo Rodríguez, presidente de la CMT, mantiene una apuesta por la libre negociación entre operadoras de telecomunicaciones para establecer el precio del uso de las redes actuales por parte de los OMV.[cita requerida]
El primero en ofrecer sus servicios fue Carrefour Móvil, que lo hizo el 27 de octubre de 2006. A éste le siguió Euskaltel, que rompió sus acuerdos con Orange para ofrecer un servicio de telefonía móvil independiente y más tarde aparecieron Happy Móvil, de las tiendas The Phone House, y Lebara.
MovilDIA y Eroski Móvil, operadores virtuales de la cadena de supermercados Dia (Grupo Carrefour) y de Eroski, respectivamente, ya están en el mercado.
Desde la primera quincena de enero de 2008 está operando Simyo, operado hasta diciembre de 2012 por el grupo holandés KPN, y desde entonces propiedad de Orange España.
Jazztel Móvil inicia sus operaciones en junio de 2008 sirviéndose de KPN y de Orange, enfocando su negocio a sus clientes de banda ancha.
Otros operadores que también participan en el mercado son XL Móvil, Bankinter, Pepephone, o TalkOut.
También MÁSmovil ha sido otro de los pioneros en la telefonía móvil, lanzando tarifas agresivas y haciendo hincapié en una buena atención al cliente.
En el mercado también se ha implantado Tuenti, un operador nacido al amparo de la red social homónima. Es propiedad de Movistar.
Al haber cada vez más oferta de operadores móviles virtuales, con tarifas diferenciadas y diferentes servicios, los OMV alcanzan una alta participación en el porcentaje total de usuarios e ingresos.